# Рахимов, Вахоб Рахимович
Вахоб Рахимович Рахимов (26 декабря 1934, Самарканд, Узбекская ССР, СССР — 29 октября 2014) — узбекский учёный в области геологии и горного дела, доктор технических наук, профессор, академик Академии наук Узбекистана.

## Биография
Окончил Среднеазиатский политехнический институт (1957), работал научным сотрудником горнорудного отдела Академии наук Узбекской ССР.
Учился в аспирантуре Московского института горного дела, в 1963 году защитил кандидатскую диссертацию. С 1972 года доктор технических наук, профессор.
Доцент (1963), зав. кафедрой маркшейдерского дела (с 1968), декан горно-металлургического факультета (с 1969), проректор (1984—1990) Ташкентского государственного технического университета.
Академик Академии наук Узбекистана (19.05.2000).
Автор монографий, научных изобретений.
Заслуженный деятель науки Республики Узбекистан (1980). Награждён орденом «Мехнат шухрати».